# Козница (защитена местност)
Вижте пояснителната страница за други значения на Козница.
Козница е защитена местност в планината Родопи, разположена в землищата на град Кричим и село Скобелево.
Обявена е за защитена през 2008 г. със заповед на министъра на околната среда и водите Джевдет Чакъров. Релефът на района е силно насечен, с височинна амплитуда близо 1500 m, защитената местност покрива площ от 6501,5 декара.
В защитената местност се опазват няколко културни-исторически забележителности. Открити са останки от древни крепости и постройки. През последните години по тези останки работят археолози. Открити са останки от тракийско светилище, в което са намерени ценни находки като керамични съдове и други. Открити са голям брой скални гробове, гробове, всечени в скалата.

## Флора
Основната задача в защитената местност е опазването на обширните вековни гори, които се намират в него. Ниските и средни части на резервата са покрити с вековни букови гори. Горските площи са изградени освен това от бял бор, обикновен смърч и обикновена ела по високите места. Най-популярното дърво е „голямата ела“, която има обиколка на ствола 1,5 m, а на височина е близо 6 m.

## Фауна
Голямото разнообразие в релефа и растителния свят е предпоставка за голямо разнообразие на фауната в района. От копитните бозайници най-голям интерес представлява дивата коза. В Козница е съхранена сравнително голяма популация от този вид.
Характерни за резервата са кафявите мечки, чиито брой е значителен. Управлението на резервата полага специални усилия да бъде запазена популацията от мечки, защото техният брой в България постепенно намалява.